# Andvakia psammomitra
Andvakia psammomitra is een zeeanemonensoort uit de familie Andvakiidae. De anemoon komt uit het geslacht Andvakia. Andvakia psammomitra werd in 1918 voor het eerst wetenschappelijk beschreven door Bourne. 